# Автошлях Т 0310
Автошля́х Т 0310 — автомобільний шлях територіального значення у Волинській області. Пролягає територією Старовижівського району через Стару Вижівку — Буцинь. Загальна довжина — 14,2 км.

## Маршрут
Автошлях проходить через такі населені пункти:
| Автошлях Т 0310       |        |
| Волинська область     |        |
| Старовижівський район |        |
| Стара Вижівка         | Т 0309 |
| Борзова               |        |
| Седлище               |        |
| Буцинь                | E85М19 |